# Raimondo del Balzo (XIV secolo)

Stemma della famiglia Del Balzo

Raimondo del Balzo (1303 circa – 5 agosto 1375) è stato un nobile italiano.

## Biografia
Primogenito di Ugo del Balzo (1283-1319). 
Fu sicuramente una delle figure più importanti della famiglia del Balzo. La sua giovinezza la trascorse nel Regno, frequentando la Corte Napoletana e facendosi apprezzare per le sue capacità e le sue doti.
Fu Signore di Soleto investito nel 1329 e Conte dal 1352, Signore di Sternatia, Zollino e San Pietro in Galatina, Signore di Cutrofiano dal 1319, Signore di Castrignano de' Greci. Ciambellano Regio nel 1332, Capitano e Giustiziere di Capitanata nel 1335, Capitano Generale e Giustiziere di Terra di Lavoro 1335-1337, Maresciallo del Regno di Sicilia 1338-1342 e 1342-1351, Capitano Generale della Puglia nel 1341, Capitano Generale della valle di Benevento nel 1343, Capitano Generale e Giustiziere della Capitanata nel 1347, Capitano a guerra di Napoli nel 1350, Gran Camerlengo del Regno di Sicilia 1352-1375, Governatore di Barletta e Brindisi nel 1355, Capitano Generale in Sicilia nel 1355, Regio Consigliere 1367-1375.
Per i numerosi incarichi ricoperti sotto il regno del re Roberto, ai contemporanei Raimondo deve apparire come il più valido punto di riferimento presso la Corte Napoletana, garante di una certa continuità tra la vecchia e la nuova amministrazione. Il 20 gennaio 1343 era infatti morto il Re ed era salita al trono la nipote, la giovane Giovanna.
Il 13 novembre 1360 il papa Urbano V autorizzò il Conte di Soleto, uomo sicuramente molto religioso e pio, a fondare all'interno del suo castello vicino ad Aversa un monastero sotto il titolo di Santa Maria della Neve di Casaluce provvisto di chiesa, cimitero e campanile.
Il 29 luglio 1375 Raimondo fece testamento ad Aversa ed istituì quale erede universale il nipote Niccolò Orsini, figlio del conte di Nola e Conte Palatino Roberto e di sua sorella Sveva, a condizione che questi premettesse al proprio il cognome del Balzo, ed i suoi discendenti si chiamassero di conseguenza del Balzo-Orsini.
Il 5 agosto, carico di anni e di onori, Raimondo morì laissant de soy une immortelle et glorieuse renommee qui ne cessera iamais (ovvero “lasciando di se una fama immortale e gloriosa, che mai cesserá d’esistere”); il suo corpo venne sepolto nella Basilica di Santa Chiara in Napoli.
Il 31 agosto 1375 la regina Giovanna diede il proprio assenso alla donazione fatta dal Vir Magnificus Raymundus de Baucio Comes Soleti Magnus Regni nostri Sicilie Camerarius dilectus collateralis consiliarius et fidelis noster.

## Epitaffio

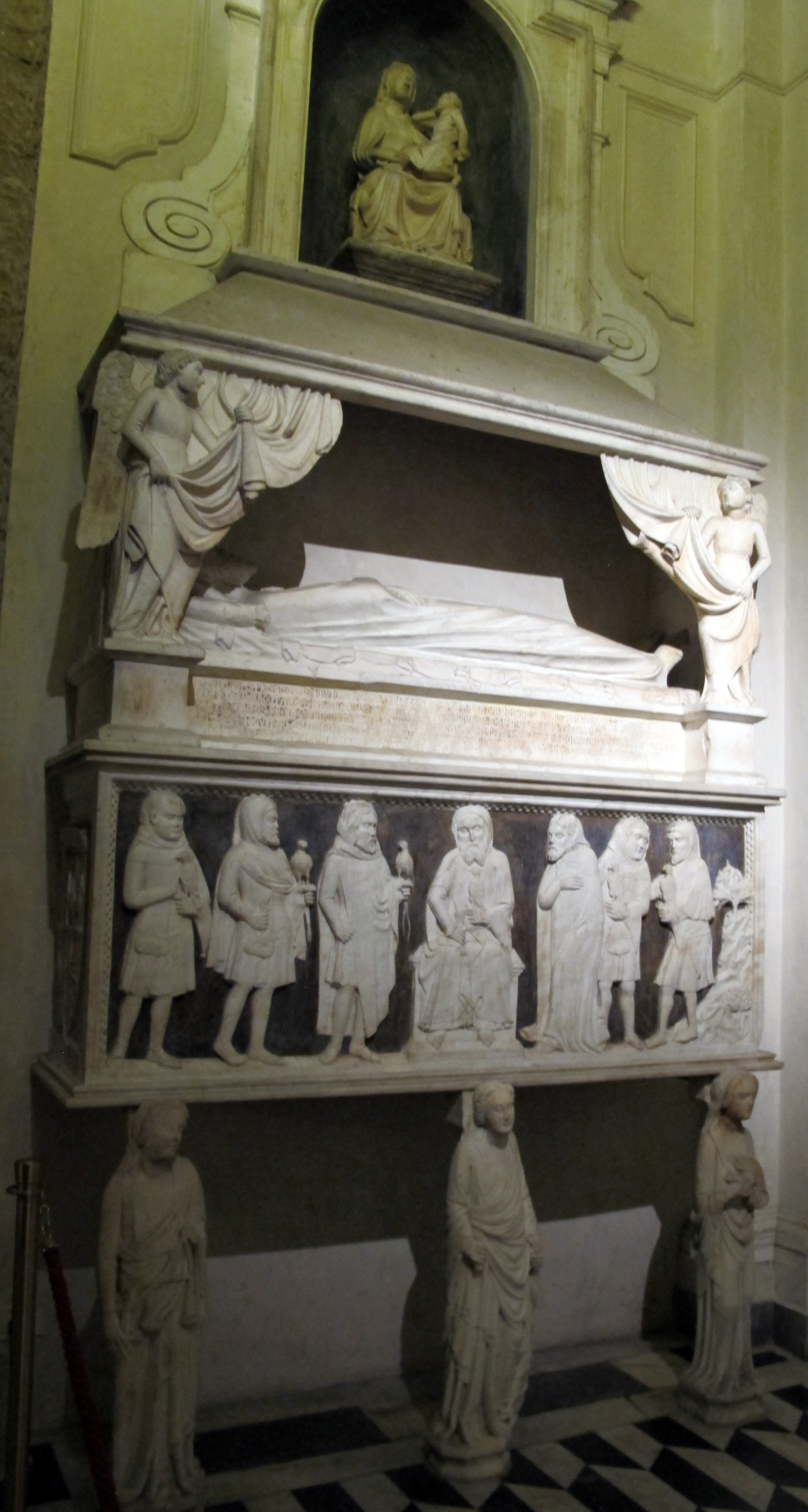
Il sepolcro di Raimondo Orsini in Santa Chiara a Napoli

MAGNANIMUS, SAPIENS, INSIGNIS, PROVIDUS UNUS CLAUDITUR HOC SAXO, NON FAMA, CARNE SEPULTUS BAUCIA QUEM GENUIT CLARA ET GENEROSA PROPAGO MIGNIFICOSQUE EDUXIT AVOS SIBI BAUCIA TELLUS MENTE DEUM VERITUS RAYMUNDUS ET IPSE VERENDUS NON TERRENA FUIT POTIUS COELESTIS IMAGO SOLETIQUE COMES REGNI CAMERARIUS HUIUS MILITIAEQUE DECUS VIRTUTIS AMATOR ET OMNES JURE BONOS COLUIT QUANTUM RESPUBLICA PASSA EST MORTE SUA DOCUIT AD COELICA REGNA VOCATUS.
“Magnanimo, saggio, insigne, provvido, da solo è rinchiuso in questa tomba, sepolto col corpo non nella fama, colui che la nobile e generosa stirpe del Balzo generò onde la terra del Balzo allevò per sé splendidi antenati, Raimondo, rispettoso degli dei ed egli stesso degno di rispetto, il suo aspetto non fu terreno, piuttosto divino, conte di Soleto e camerario del regno, onore del suo esercito, amante della virtù, rispettò tutti i buoni secondo giustizia, chiamato al Regno celeste insegnò con la sua morte quanto vale lo stato.

## Matrimoni
Sposò:
- 1. Caterina della Leonessa (+ 1330), figlia di Giovanni, signore di Montemarano, e di Filippa de Joinville;
- 2. 1332: Margherita d'Aquino;
- 3. 11 febbraio 1337: Isabelle d'Eppes.

Non ebbe figli.
Lasciò erede per testamento il nipote Nicola Orsini, figlio della sorella Sveva. Il figlio di Nicola Orsini, Raimondo detto Raimondello, assumendo il cognome Orsini-Del Balzo, ereditò dalle due famiglie un ingente patrimonio territoriale, divenendo Principe di Taranto e il più importante signore feudale del Regno di Napoli.